# Blackburnium darwinense
Blackburnium darwinense är en skalbaggsart som beskrevs av Henry Fuller Howden 1979. Blackburnium darwinense ingår i släktet Blackburnium och familjen Bolboceratidae. Inga underarter finns listade.